# Allium zaprjagajevii
Allium zaprjagajevii är en amaryllisväxtart som beskrevs av Kassacz. Allium zaprjagajevii ingår i släktet lökar, och familjen amaryllisväxter. Inga underarter finns listade i Catalogue of Life.